# Brindemos
Brindemos è un singolo del rapper portoricano Anuel AA, pubblicato il 17 luglio 2018.

## Tracce
1. Brindemos – 3:36